# Soňa Stanovská
Soňa Stanovská (Dolný Kubín, 27 de febrero de 2000) es una deportista eslovaca que compite en piragüismo en la modalidad de eslalon.
Ganó una medalla de bronce en el Campeonato Mundial de Piragüismo en Eslalon de 2021 y una medalla de oro en el Campeonato Europeo de Piragüismo en Eslalon de 2022.

## Palmarés internacional
| Campeonato Mundial | Campeonato Mundial             | Campeonato Mundial | Campeonato Mundial |
| Año                | Lugar                          | Medalla            | Competición        |
| ------------------ | ------------------------------ | ------------------ | ------------------ |
| 2021               | Bratislava (Eslovaquia)        | Medalla de bronce  | K1 por equipos     |
| Campeonato Europeo |                                |                    |                    |
| Año                | Lugar                          | Medalla            | Competición        |
| 2022               | Liptovský Mikuláš (Eslovaquia) | Medalla de oro     | C1 por equipos     |